# Jason Barnes
Jason Barnes (1983) is een Engelse golfer die sinds 2013 op de Europese Challenge Tour speelt.

## Amateur
Barnes was lid van de Chart Hills Golf Club en speelde in het nationale team.

In 2008 was Barnes een van de zes tegenstanders van Reinier Saxton in het Brits Amateur voordat deze Tommy Fleetwood in de finale versloeg. 
In 2009 kwalificeerde hij zich voor het Kent Amateur door met 64 een nieuw amateurs-baanrecord te vestigen op de Mid Herts Golf Club. In het matchplay gedeelte van het toernooi bereikte hij de finale en versloeg hij titelverdediger Liam Burns.

### Gewonnen
- 2009: Kent Amateur Golf Championship[1]

## Professional
Barnes werd in 2010 professional en speelde in 2011 op de Alps Tour, waar hij dat jaar het Slovenian Golf Open won. Hij eindigde hij nummer 2 op de ranking, waarna hij naar de Challenge Tour promoveerde.

Zijn eerste toernooi op de Challenge Tour was het Kenya Open 2012, waar hij op de 7de plaats eindigde maar daarna ging het bergafwaarts. Hij speelde weer toernooien op de Alps Tour en won het Acaya Open in Italië. Op de Final Stage van de Tourschool werd hij 31ste, net een slag te veel om een tourkaart te krijgen. 
 In 2013 speelde hij 17 toernooien op de Challenge Tour, zijn beste resultaat was een 5de plaats in Noorwegen.
Zijn coach is Paul Page, die jarenlang top-amateur was, in 1993 de Walker Cup speelde en bij het Brits Amateur op de 37ste hole van Iain Pyman verloor, en in 1999 PGA coach werd.

### Gewonnen
Alps Tour
- 2011: Slovenian Golf Open
- 2012: Acaya Open (-8)